# Formation de Prince Creek
La Formation de Prince Creek est une formation géologique située en Alaska, en Amérique du Nord, dont les strates sont datées du Crétacé supérieur au Paléocène, plus précisément du Campanien inférieur au Danien.
Des restes de dinosaures figurent parmi les fossiles retrouvés dans la formation.

## Théropodes
| Théropodes de la Formation de Prince Creek | Théropodes de la Formation de Prince Creek | Théropodes de la Formation de Prince Creek | Théropodes de la Formation de Prince Creek | Théropodes de la Formation de Prince Creek | Théropodes de la Formation de Prince Creek | Théropodes de la Formation de Prince Creek |
| Genre                                      | Espèce                                     | Lieu                                       | Membre                                     | Quantité                                   | Notes                                      | Images                                     |
| ------------------------------------------ | ------------------------------------------ | ------------------------------------------ | ------------------------------------------ | ------------------------------------------ | ------------------------------------------ | ------------------------------------------ |
| Dromaeosaurus                              | D. albertensis                             |                                            |                                            |                                            |                                            |                                            |
| Saurornitholestes                          | S. langstoni                               |                                            |                                            |                                            |                                            |                                            |
| Nanuqsaurus                                | N. hoglundi                                |                                            |                                            |                                            |                                            |                                            |
| Troodon                                    | T. formosus                                |                                            |                                            |                                            |                                            |                                            |

## Ornithischiens
| Ornithischiens de la Formation de Prince Creek | Ornithischiens de la Formation de Prince Creek | Ornithischiens de la Formation de Prince Creek | Ornithischiens de la Formation de Prince Creek | Ornithischiens de la Formation de Prince Creek | Ornithischiens de la Formation de Prince Creek | Ornithischiens de la Formation de Prince Creek |
| Genre                                          | Espèce                                         | Lieu                                           | Membre                                         | Quantité                                       | Notes                                          | Images                                         |
| ---------------------------------------------- | ---------------------------------------------- | ---------------------------------------------- | ---------------------------------------------- | ---------------------------------------------- | ---------------------------------------------- | ---------------------------------------------- |
| Anchiceratops                                  | Indéterminée                                   |                                                |                                                |                                                |                                                |                                                |
| Brachyceratops                                 | Indéterminée                                   |                                                |                                                |                                                |                                                |                                                |
| Pachyrhinosaurus                               | P. canadensis                                  |                                                |                                                |                                                |                                                |                                                |
| Thescelosaurus                                 | Indéterminée                                   |                                                |                                                |                                                |                                                |                                                |
| Ugrunaaluk                                     | U.kuukpikensis                                 |                                                |                                                |                                                |                                                |                                                |